# Styphelia abscondita
Styphelia abscondita är en ljungväxtart som beskrevs av J. J. Smith. Styphelia abscondita ingår i släktet Styphelia och familjen ljungväxter. Inga underarter finns listade i Catalogue of Life.